# 광명시 갑
광명시 갑은 대한민국의 국회의원 선거구이다. 경기도 광명시의 일부 지역을 관할한다. 현직 국회의원은 더불어민주당의 임오경이다.

## 역사
대한민국 제17대 국회의원 선거를 앞두고 광명시 선거구가 광명시 갑, 광명시 을 선거구로 분구되면서 신설되었다. 
대한민국 제21대 국회의원 선거를 앞두고 실시된 선거구 개편 과정에서 광명시 을 선거구에 있었던 철산3동을 편입했다.
대한민국 제22대 국회의원 선거를 앞두고 실시된 선거구 개편 과정에서 광명시 을 선거구에 있었던 학온동을 편입했다.

## 관할 구역
| 대수      | 관할 구역 |
| --------- | --- |
| 17대~20대 | 광명시 광명1동, 광명2동, 광명3동, 광명4동, 광명5동, 광명6동, 광명7동, 철산1동, 철산2동, 철산4동                  |
| 21대      | 광명시 광명1동, 광명2동, 광명3동, 광명4동, 광명5동, 광명6동, 광명7동, 철산1동, 철산2동, 철산3동, 철산4동         |
| 22대~     | 광명시 광명1동, 광명2동, 광명3동, 광명4동, 광명5동, 광명6동, 광명7동, 철산1동, 철산2동, 철산3동, 철산4동, 학온동 |

## 역대 국회의원
| 선거   | 정당 | 정당         | 의원   |
| ------ | ---- | ------------ | ------ |
| 2004년 |      | 열린우리당   | 이원영 |
| 2008년 |      | 통합민주당   | 백재현 |
| 2012년 |      | 민주통합당   | 백재현 |
| 2016년 |      | 더불어민주당 | 백재현 |
| 2020년 |      | 더불어민주당 | 임오경 |
| 2024년 |      | 더불어민주당 | 임오경 |

## 역대 선거 결과

### 대한민국 제17대 국회의원 선거
|  | 49.41% |

|  | 33.79% |

|  | 11.76% |

|  | 3.33% |

|  | 1.70% |

### 대한민국 제18대 국회의원 선거
|  | 50.91% |

|  | 41.59% |

|  | 5.35% |

|  | 2.13% |

### 대한민국 제19대 국회의원 선거
|  | 51.04% |

|  | 40.28% |

|  | 8.66% |

### 대한민국 제20대 국회의원 선거
|  | 39.40% |

|  | 33.16% |

|  | 21.04% |

|  | 6.38% |

### 대한민국 제21대 국회의원 선거
|  | 47.66% |

|  | 36.98% |

|  | 7.11% |

|  | 5.19% |

|  | 2.53% |

|  | 0.50% |

### 대한민국 제22대 국회의원 선거
|  | 58.73% |

|  | 41.26% |

## 같이 보기
- 경기도의 선거구
- 광명시의 국회의원
- 광명시